# 이치오카역
이치오카역(일본어: 市岡駅)은 일본 오카야마현 니미시에 위치한 서일본 여객철도 게이비 선의 철도역이다. 단선 승강장 1면 1선의 구조를 갖춘 지상역이다.

## 이용 현황
| 연도     | 하루 평균 | 연도     | 하루 평균 |
| 1999년도 | 32        | 2007년도 | 8         |
| 2000년도 | 26        | 2008년도 | 17        |
| 2001년도 | 29        | 2009년도 | 16        |
| 2002년도 | 21        | 2010년도 | 17        |
| 2003년도 | 21        | 2011년도 | 12        |
| 2004년도 | 14        | 2012년도 | 11        |
| 2005년도 | 12        | 2013년도 | 13        |
| 2006년도 | 9         |          |           |
| -------- | --------- | -------- | --------- |

## 역 주변
- 고지로 강
- 국도 제182호선

## 역사
- 1953년 10월 1일 : 일본국유철도 게이비 선의 사카네 - 야가미 간에 신설 개업.
- 1987년 4월 1일 : 일본국유철도 분할 민영화에 의해, 서일본 여객철도가 승계.

## 인접 역
| 서일본 여객철도 게이비 선 | 서일본 여객철도 게이비 선 | 서일본 여객철도 게이비 선 |
| ------------------------- | ------------------------- | ------------------------- |
| 사카네 니미 방면          | ■ 게이비 선               | 야가미 히로시마 방면      |